# Premi e riconoscimenti di John Williams
Questa è una lista dei vari premi e riconoscimenti che John Williams ha ricevuto nel corso della sua carriera.
Ha vinto in totale 5  premi Oscar per la composizione delle colonne sonore dei film Il violinista sul tetto, Lo squalo, Guerre stellari, E.T. l'extra-terrestre e Schindler's List - La lista di Schindler, è il secondo compositore più premiato dietro ad Alfred Newman (9). Con 54 candidature all'Oscar John Williams è secondo solo a Walt Disney (59). Di queste, 49 sono per la migliore colonna sonora (record assoluto della categoria) e 5 per la migliore canzone. Inoltre, è la persona con più candidature ancora in vita, la persona più anziana ad essere stata candidata in una categoria competitiva e la persona candidata in più decenni diversi (ben 7: anni 1960, anni 1970, anni 1980, anni 1990, anni 2000, anni 2010 e anni 2020).
John Williams ha ricevuto 26 Grammy Awards su un totale di 76 candidature.

## Premi cinematogarafici principali
- Premio Oscar
  - 1968 - Candidatura come migliore colonna sonora per La valle delle bambole
  - 1970 - Candidatura come migliore colonna sonora per Goodbye Mr. Chips
  - 1970 - Candidatura come migliore colonna sonora per Boon il saccheggiatore
  - 1972 - Migliore colonna sonora per Il violinista sul tetto
  - 1973 - Candidatura come migliore colonna sonora per L'avventura del Poseidon
  - 1973 - Candidatura come migliore colonna sonora per Images
  - 1974 - Candidatura come migliore colonna sonora per Tom Sawyer
  - 1974 - Candidatura come migliore colonna sonora per Un grande amore da 50 dollari
  - 1974 - Candidatura come migliore canzone per Un grande amore da 50 dollari (Nice To Be Around)
  - 1975 - Candidatura come migliore colonna sonora per L'inferno di cristallo
  - 1976 - Migliore colonna sonora per Lo squalo
  - 1978 - Migliore colonna sonora per Guerre stellari
  - 1978 - Candidatura come migliore colonna sonora per Incontri ravvicinati del terzo tipo
  - 1979 - Candidatura come migliore colonna sonora per Superman
  - 1981 - Candidatura come migliore colonna sonora per L'Impero colpisce ancora
  - 1982 - Candidatura come migliore colonna sonora per I predatori dell'arca perduta
  - 1983 - Migliore colonna sonora per E.T. l'extra-terrestre
  - 1983 - Candidatura come migliore canzone per Yes, Giorgio (If We Were In Love)
  - 1984 - Candidatura come migliore colonna sonora per Il ritorno dello Jedi
  - 1985 - Candidatura come migliore colonna sonora per Il fiume dell'ira
  - 1985 - Candidatura come migliore colonna sonora per Indiana Jones e il tempio maledetto
  - 1988 - Candidatura come migliore colonna sonora per Le streghe di Eastwick
  - 1988 - Candidatura come migliore colonna sonora per L'impero del sole
  - 1989 - Candidatura come migliore colonna sonora per Turista per caso
  - 1990 - Candidatura come migliore colonna sonora per Indiana Jones e l'ultima crociata
  - 1990 - Candidatura come migliore colonna sonora per Nato il quattro luglio
  - 1991 - Candidatura come migliore colonna sonora per Mamma, ho perso l'aereo
  - 1991 - Candidatura come migliore canzone per Mamma, ho perso l'aereo (Somewhere in My Memory)
  - 1992 - Candidatura come migliore canzone per Hook - Capitan Uncino (When You're Alone)
  - 1992 - Candidatura come migliore colonna sonora per JFK - Un caso ancora aperto
  - 1994 - Migliore colonna sonora per Schindler's List - La lista di Schindler
  - 1996 - Candidatura come migliore colonna sonora per Gli intrighi del potere - Nixon
  - 1996 - Candidatura come migliore colonna sonora per Sabrina
  - 1996 - Candidatura come migliore canzone per Sabrina (Moonlight)
  - 1997 - Candidatura come migliore colonna sonora per Sleepers
  - 1998 - Candidatura come migliore colonna sonora per Amistad
  - 1999 - Candidatura come migliore colonna sonora per Salvate il soldato Ryan
  - 2000 - Candidatura come migliore colonna sonora per Le ceneri di Angela
  - 2001 - Candidatura come migliore colonna sonora per Il patriota
  - 2002 - Candidatura come migliore colonna sonora per Harry Potter e la pietra filosofale
  - 2002 - Candidatura come migliore colonna sonora per A.I. - Intelligenza artificiale
  - 2003 - Candidatura come migliore colonna sonora per Prova a prendermi
  - 2005 - Candidatura come migliore colonna sonora per Harry Potter e il prigioniero di Azkaban
  - 2006 - Candidatura come migliore colonna sonora per Munich
  - 2006 - Candidatura come migliore colonna sonora per Memorie di una geisha
  - 2012 - Candidatura come migliore colonna sonora per Le avventure di Tintin - Il segreto dell'Unicorno
  - 2012 - Candidatura come migliore colonna sonora per War Horse
  - 2013 - Candidatura come migliore colonna sonora per Lincoln
  - 2014 - Candidatura come migliore colonna sonora per Storia di una ladra di libri
  - 2016 - Candidatura come migliore colonna sonora per Star Wars - Il risveglio della Forza
  - 2018 - Candidatura come migliore colonna sonora per Star Wars - Gli ultimi Jedi
  - 2020 - Candidatura come migliore colonna sonora per Star Wars - L'ascesa di Skywalker
  - 2023 - Candidatura come migliore colonna sonora per The Fabelmans
  - 2024 - Candidatura come migliore colonna sonora per Indiana Jones e il quadrante del destino

- Golden Globe
  - 1973 - Candidatura come migliore colonna sonora per L'avventura del Poseidon
  - 1974 - Candidatura come migliore colonna sonora per Tom Sawyer
  - 1974 - Candidatura come migliore colonna sonora per Un grande amore da 50 dollari
  - 1975 - Candidatura come migliore colonna sonora per Terremoto
  - 1976 - Migliore colonna sonora per Lo squalo
  - 1978 - Migliore colonna sonora per Guerre stellari
  - 1978 - Candidatura come migliore colonna sonora per Incontri ravvicinati del terzo tipo
  - 1979 - Candidatura come migliore colonna sonora per Superman
  - 1981 - Candidatura come migliore colonna sonora per L'Impero colpisce ancora
  - 1983 - Migliore colonna sonora per E.T. l'extra-terrestre
  - 1983 - Candidatura come migliore canzone per Yes, Giorgio (If We Were In Love)
  - 1985 - Candidatura come migliore colonna sonora per Il fiume dell'ira
  - 1988 - Candidatura come migliore colonna sonora per L'impero del sole
  - 1989 - Candidatura come migliore colonna sonora per Turista per caso
  - 1990 - Candidatura come migliore colonna sonora per Nato il quattro luglio
  - 1994 - Candidatura come migliore colonna sonora per Schindler's List - La lista di Schindler
  - 1996 - Candidatura come migliore canzone per Sabrina (Moonlight)
  - 1998 - Candidatura come migliore colonna sonora per Sette anni in Tibet
  - 1999 - Candidatura come migliore colonna sonora per Salvate il soldato Ryan
  - 2000 - Candidatura come migliore colonna sonora per Le ceneri di Angela
  - 2002 - Candidatura come migliore colonna sonora per A.I. - Intelligenza artificiale
  - 2006 - Migliore colonna sonora per Memorie di una geisha
  - 2012 - Candidatura come migliore colonna sonora per War Horse
  - 2013 - Candidatura come migliore colonna sonora per Lincoln
  - 2014 - Candidatura come migliore colonna sonora per Storia di una ladra di libri
  - 2018 - Candidatura come migliore colonna sonora per The Post
  - 2023 - Candidatura come migliore colonna sonora per The Fabelmans

- Premio Emmy
  - 1962 - Candidatura come migliore composizione musicale originale per Fred Astaire
  - 1963 - Candidatura come migliore composizione musicale originale per Fred Astaire
  - 1969 - Migliore composizione musicale per Heidi
  - 1972 - Migliore composizione musicale per Jane Eyre nel castello dei Rochester
  - 2002 - Candidatura come miglior direttore d'orchestra per Premi Oscar 2002
  - 2009 - Miglior tema musicale originale di una sigla per Great Performances

## Premi musicali principali
- Grammy Award[5]
  - 1962 - Candidatura come miglior colonna sonora per i media visivi per Scacco matto
  - 1976 - Miglior colonna sonora per i media visivi per Lo squalo
  - 1977 - Candidatura come miglior arrangiamento strumentale per "The Disaster Movie Suite"
  - 1978 - Miglior colonna sonora per i media visivi per Guerre stellari
  - 1978 - Candidatura come album dell'anno per Star Wars (Original Motion Picture Soundtrack)
  - 1979 - Miglior colonna sonora per i media visivi per Incontri ravvicinati del terzo tipo
  - 1980 - Miglior colonna sonora per i media visivi per Superman
  - 1981 - Miglior colonna sonora per i media visivi per L'Impero colpisce ancora
  - 1982 - Miglior colonna sonora per i media visivi per I predatori dell'arca perduta
  - 1983 - Miglior colonna sonora per i media visivi per E.T. l'extra-terrestre
  - 1984 - Candidatura come miglior colonna sonora per i media visivi per Il ritorno dello Jedi
  - 1988 - Candidatura come miglior colonna sonora per i media visivi per Le streghe di Eastwick
  - 1989 - Candidatura come miglior colonna sonora per i media visivi per L'impero del sole
  - 1990 - Candidatura come miglior colonna sonora per i media visivi per Indiana Jones e l'ultima crociata
  - 1993 - Candidatura come miglior colonna sonora per i media visivi per Hook - Capitan Uncino
  - 1994 - Candidatura come miglior colonna sonora per i media visivi per Jurassic Park
  - 1995 - Miglior colonna sonora per i media visivi per Schindler's List - La lista di Schindler
  - 1998 - Candidatura come miglior colonna sonora per i media visivi per Il mondo perduto - Jurassic Park
  - 1999 - Miglior colonna sonora per i media visivi per Salvate il soldato Ryan
  - 1999 - Candidatura come miglior colonna sonora per i media visivi per Amistad
  - 2000 - Candidatura come miglior colonna sonora per i media visivi per Star Wars: Episodio I - La minaccia fantasma
  - 2002 - Candidatura come miglior colonna sonora per i media visivi per A.I. - Intelligenza artificiale
  - 2003 - Candidatura come miglior colonna sonora per i media visivi per Harry Potter e la pietra filosofale
  - 2004 - Candidatura come miglior colonna sonora per i media visivi per Prova a prendermi
  - 2004 - Candidatura come miglior colonna sonora per i media visivi per Harry Potter e la camera dei segreti
  - 2005 - Candidatura come miglior colonna sonora per i media visivi per Harry Potter e il prigioniero di Azkaban
  - 2006 - Candidatura come miglior colonna sonora per i media visivi per Star Wars: Episodio III - La vendetta dei Sith
  - 2007 - Candidatura come miglior colonna sonora per i media visivi per Munich
  - 2009 - Candidatura come miglior colonna sonora per i media visivi per Indiana Jones e il regno del teschio di cristallo
  - 2013 - Candidatura come miglior colonna sonora per i media visivi per Le avventure di Tintin - Il segreto dell'Unicorno[6]
  - 2014 - Candidatura come miglior colonna sonora per i media visivi per Lincoln[7]
  - 2017 - Miglior colonna sonora per i media visivi per Star Wars - Il risveglio della Forza[8]
  - 2019 - Candidatura come miglior colonna sonora per i media visivi per Star Wars - Gli ultimi Jedi[9]
  - 2021 - Candidatura come miglior colonna sonora per i media visivi per Star Wars - L'ascesa di Skywalker[10]
  - 2024 - Candidatura come miglior colonna sonora per i media visivi per The Fabelmans[11]
  - 2024 - Candidatura come miglior colonna sonora per i media visivi per Indiana Jones e il quadrante del destino
  - 2024 - Miglior composizione strumentale per Helena's Theme - Indiana Jones e il quadrante del destino